# Haus zur Hanse

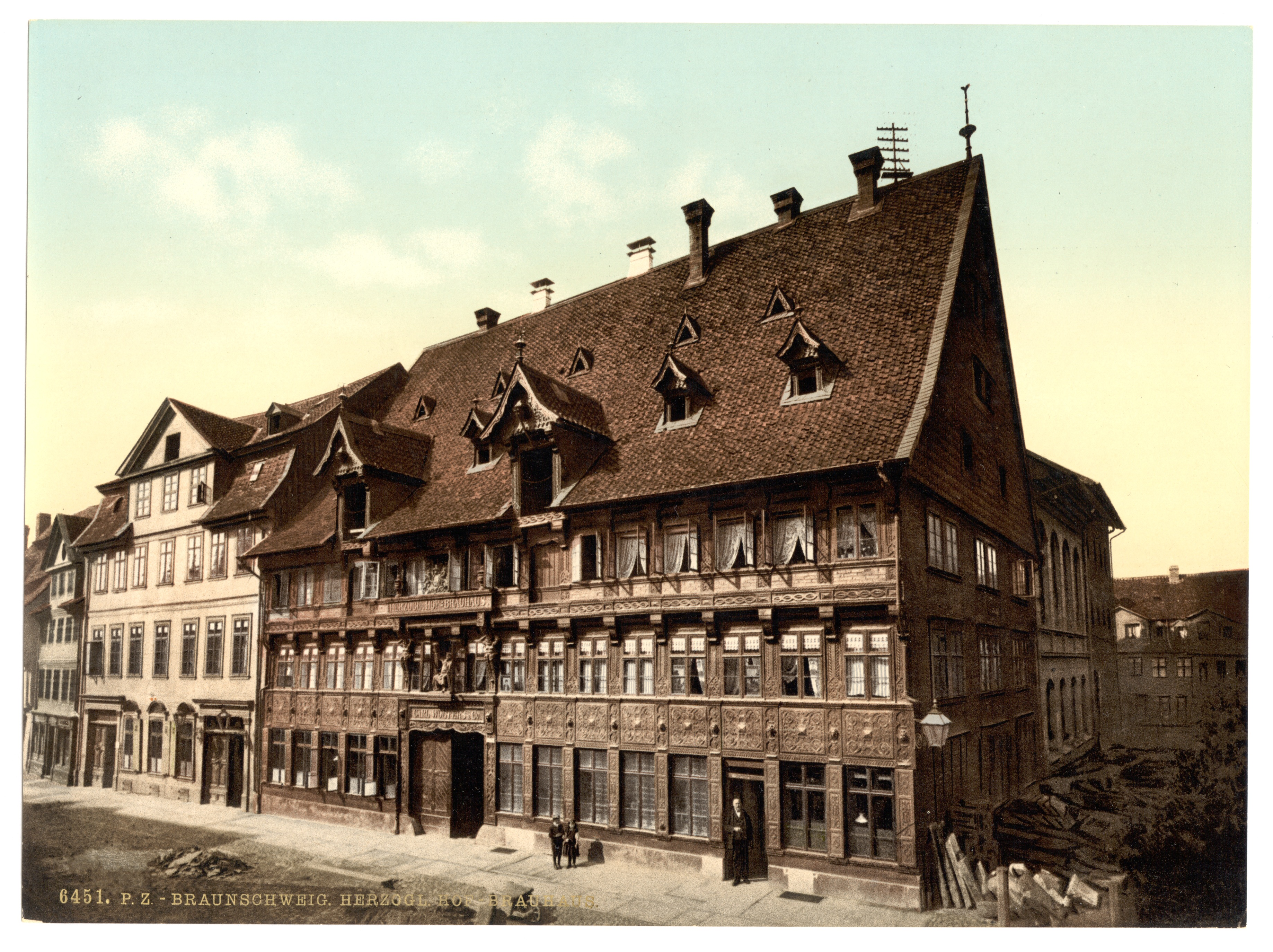
Haus zur Hanse um 1900

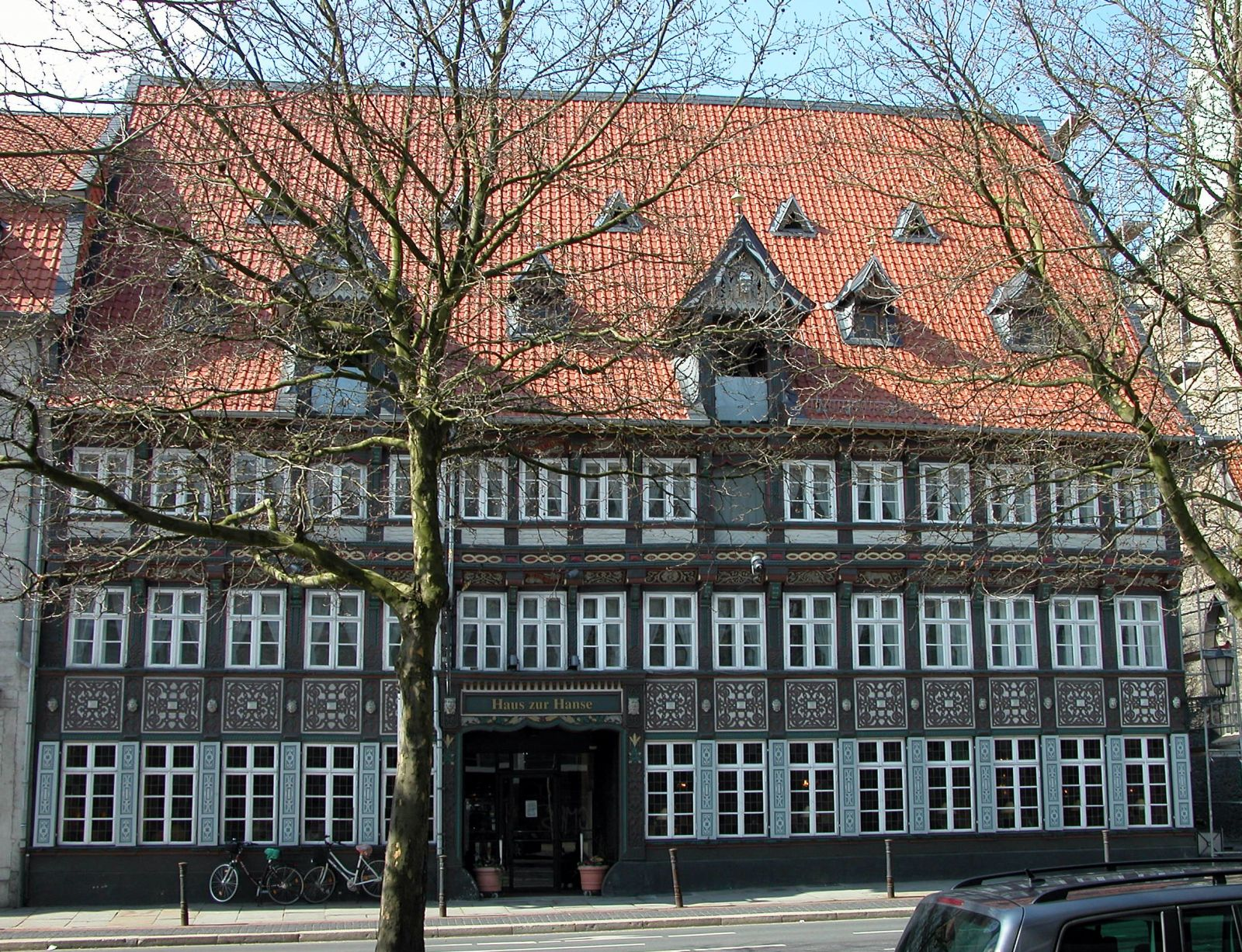
Das „Haus zur Hanse“ im Jahr 2006

Das Haus zur Hanse in der Güldenstraße 7 ist ein Fachwerkhaus in Braunschweig. Es stellt eines der wenigen erhaltenen Fachwerkhäuser der Güldenstraße und ganz Braunschweigs dar. Es befindet sich auf der Traditionsinsel St. Michaelis, die zusammen mit der mittelalterlichen Bebauung der Echternstraße und einem Teil der alten Stadtmauer die Bombardements des Zweiten Weltkrieges überlebt hat.

## Geschichte
Das Haus wurde 1567 von dem Knochenhauer und Ratsherrn Cyriakus Haberland (Haverland) als Wohn- und Geschäftshaus erbaut. Aus dieser Zeit stammen die Bandfries-Schnitzereien an den Balken. Die Fassade wurde 1869 im Stil der frühen Renaissance verändert.
Am 19. Juni 1627 heiratete der Braunschweiger Bürgermeister Zacharias Boiling die Witwe von Hans Haberland (Haverland) und wurde Mitbesitzer des "Hauses zur Hanse" in der Güldenstraße. Mit dem Erwerb der Braugerechtsame konnte Boiling erstmals Bier brauen und verkaufen. Somit wurde das „Haus zur Hanse“ zum Stammhaus des späteren Hofbrauhauses Wolters. Nach dem Tode von Boiling übernahm Peter Warnecke das Brauhaus und vererbte es später seinem Sohn.
1734 heiratete Heinrich Levin Wolters in die Familie ein und gab der Brauerei ihren jetzigen Namen. In diesem Jahr wurde das Brauhaus Wolters erstmals in der Stadtgeschichte erwähnt. Sein Sohn Johann Heinrich Wolters gründete 1763 die Firma Wolters & Co. Unter der Führung seines Enkels Carl Christian Julius Wolters wuchs die Brauerei stetig und stieß im Stammhaus an der Güldenstraße an ihre Grenzen. 
Nach dem Bezug des Neubaus wurde die alte Brauerei in eine Gaststätte umgewandelt. Das „Haus zur Hanse“ wechselte mehrfach den Besitzer. So wurde es mehrfach von Wolters verkauft und wenig später wieder zurückgekauft. Heute wird das „Haus zur Hanse“ als gehobenes Hotel mit Restaurant genutzt.